# Franck Adisson
Franck Adisson (Tarbes, Altos Pirenéus, 24 de julho de 1969) é um canoísta de slalom francês na modalidade de canoagem.

## Carreira
Foi vencedor da medalha de Ouro em slalom C-2 em Atlanta 1996 e da medalha de Bronze na mesma categoria em Barcelona 1992 junto com o seu companheiro de equipe Wilfrid Forgues.